# La orilla
Pour plus de détails, voir Fiche technique et Distribution.
La orilla (litt. Le rivage) est un film de guerre dramatique espagnol sorti en 1971, réalisé par Luis Lucia. Ce drame se déroule pendant la guerre d'Espagne avec des éléments de films de guerre, religieux et romantiques. Le film est habituellement classé comme étant pro-franquiste en raison de certains de ses dialogues et de certaines de ses situations, malgré sa tentative de présenter un certain degré de réconciliation et de fraternité entre les deux camps, et d'éviter les clichés négatifs sur le camp républicain qui sont courants dans d'autres productions cinématographiques du début de l'après-guerre.

## Synopsis
Juan, lieutenant de milice de la CNT, est blessé lors d'une mission , et se cache alors dans un couvent de religieuses, qui décident de ne pas le livrer. Vivre avec les religieuses, ainsi que tomber amoureux d'une jeune novice, le fait réfléchir à ses idées.

## Fiche technique
- Titre original espagnol : La orilla
- Titre alternatif espagnol : Unidos por la muerte[3]
- Réalisation : Luis Lucia Mingarro
- Scénario : Florentino Soria (es), Rafael Sánchez Campoy
- Genre : film de guerre, drame, religieux
- Musique : Alfonso Santisteban (es)
- Production : Producciones Benito Perojo, Producciones Internacionales Cinematográficas Asociadas[4]
- Photographie : Antonio López Ballesteros
- Format d'image : couleur[3]
- Montage : José Antonio Rojo[4]
- Durée : 96 min
- Pays de production :  Espagne
- Langue originale : espagnol
- Date de sortie : 
  - Espagne : 22 février 1971[5]

## Distribution
- Julián Mateos (es) : Juan
- María Dolores Pradera : mère supérieure
- Dyanik Zurakowska : Leticia, novice
- Yelena Samarina (es) : Sœur María
- María Isbert : Mère Francisca
- Tina Sainz (es) : Araceli, novice
- Tomás Blanco (es) : Don Senén, curé
- Antonio Pica :  capitaine Losada
- Pedro Luis Lozano : enfant
- Álvaro de Luna : commandant républicain
- David Areu (es) : lieutenant García
- César Bonet : capitaine républicain
- Ramón Lillo : sergent
- Antonio del Real (es) : sentinelle
- Lola Lemos (es) : Mère Marcela
- Betsabé Ruiz (es) : Sœur Eugenia
- María Pinar
- Clara Martínez : Mère Cayetana

## Récompenses
- En 1970, le film est récompensé au festival du Círculo de Escritores Cinematográficos en la personne d'Alfonso Santisteban pour la meilleure musique (Mejor música) [6]